# Мангон
Мангон Вольмён Сон Са Ним (кор. 만공월면선사?, 滿空月面禪師?) (1871—1946) — дзэн-мастер корейского буддийского ордена Чоге.

## Биография
Родился 7 марта 1871 года в городе Чонбук. С раннего возраста жил в монастыре Тонхакса (кор. 동학사), вероятно, был сиротой. В 13 лет принял монашеское пострижение в монастыре Чонджанса (кор. 청장사). Его имя при посвящении в монахи было Вольмён Сыним (кор. 월면스님?, 月面?).
Когда ему был 21 год, он услышал от одного монаха вопрос «10 000 дхарм возвращаются к одному, к чему возвращается Одно?» Этот коан полностью завладел его умом. Днем или ночью, во время еды или работы, он думал только об этом. Решив полностью посвятить себя буддийской практике, после десяти лет в монастыре Чонджанса, он покинул его и переселился в монастырь Бонгокса, где встретил дзэн-мастера Кёнхо.
После многих лет практики, в возрасте 30 лет, он наконец обрел понимание. Через три года, в 1904 получил передачу Дхармы от дзэн-мастера Кёнхо и вместе с этим своё новое имя Мангон.
В последующее время дзэн-мастер Мангон практиковал и учил во многих известных монастырях Кореи. Во время пребывания в горах Доксунсан он возродил практику дзэн в монастырях Судокса, Чонхеса, Кьёнсонам и воспитал блестящий круг учеников. Он стал известным во всех уголках Кореи благодаря своим усилиям по распространению буддийского учения. Также он был известен как защитник традиционного корейского монашества в период Японской оккупации (1910—1945). Оккупационное правительство пыталось ассимилировать корейский буддизм в японский и заставляло монахов, в том числе, отказываться от целибата. Поэт, философ и каллиграф. Его каллиграфия «Весь мир — один цветок», написанная в день освобождения Кореи от японских войск, хранится в музее монастыря Судокса. Он обучал мирян и монахинь наравне с монахами и был первым учителем, который сделал официальную передачу Дхармы нескольким ученицам монахиням, получившим признание как учителей дзэн. В возрасте 75 лет, 20 октября 1946 года, после вечерней трапезы, он посмотрел в зеркало и сказал: «Это парень Мангон! Ты много работал и пришел к завершению. Вот и настало время нам расстаться». После этих слов он покинул этот мир.
Его учениками, получившими передачу Дхармы, были монахи Поволь, Кобон, Хеам, Джоншан, Гымо, Чунсон, Пёкчо и Вондам. Также ученицы монахини Попхве, Мансон, Ильёп.

## Галерея

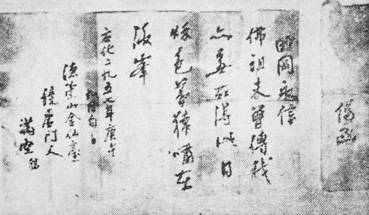
Письмо дзэн-мастера Мангонга. (1930)
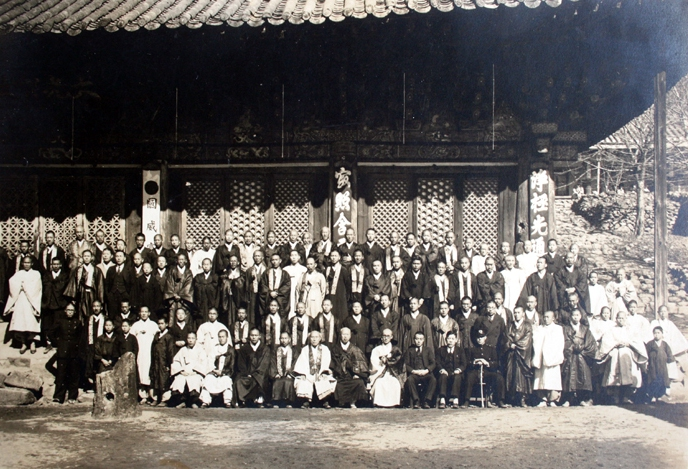
С монахами монастыря Магокса. (1930)
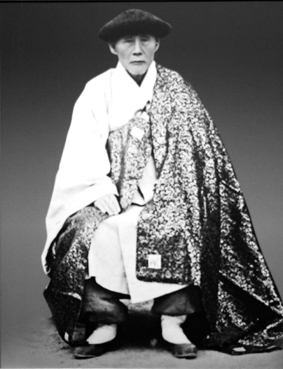
Дзэн-мастер Мангонг. (1940)